# ديلورز ولس
ديلورز ولس (بالإنجليزية: Delores Wells)‏ هي بلاي ميت أمريكية، ولدت في 17 أكتوبر 1937 في ريدينغ في الولايات المتحدة، وتوفيت في 9 فبراير 2016 في فينيكس في الولايات المتحدة.

## وصلات خارجية
- ديلورز ولس على موقع IMDb (الإنجليزية)
- ديلورز ولس على موقع قاعدة بيانات الفيلم (الإنجليزية)